# Sociedad de Beneficencia de Buenos Aires

La Sociedad de la Beneficencia (también conocida como Sociedad de Damas de Beneficencia) fue una institución creada por Bernardino Rivadavia en 1823. A través de este organismo, Bernardino Rivadavia, por entonces Ministro de Gobierno de Buenos Aires durante la gobernación de Martín Rodríguez, decidió que fuera el Estado quien se encargara de la atención a los pobres. Hasta ese momento, esas tareas estaban reservadas a la Iglesia Católica. 
La administración de esta entidad quedó en manos de un grupo de mujeres, que también debían encargarse de la educación de niñas (pues no había en la Ciudad de Buenos Aires escuelas para ellas en esos años). Bajo la administración de la Sociedad de la Beneficencia quedaron también organismos caritativos para mujeres y niños, como la Casa de Niños Expósitos, el Hospital Rivadavia y la Casa de Huérfanas.
La Sociedad de Beneficencia funcionó como tal hasta septiembre de 1946, momento en que el General Juan Domingo Perón solicitó su intervención nombrando a su allegado Armando Pérez de San Martín como interventor. A partir de ese momento, y a través de un sistema que ya había empleado en otras reparticiones, las funciones de la Sociedad fueron repartidas en secretarías que se presentaban como logro de su esposa Eva Duarte de Perón. La Sociedad de Beneficencia dejó de existir un año más tarde. En su lugar, se creó la Fundación Eva Perón en 1948.